# Riposaari
Riposaari är en ö i Finland. Den ligger i sjön Näsijärvi och i kommunen Tammerfors i den ekonomiska regionen Tammerfors och landskapet Birkaland, i den södra delen av landet, 170 km norr om huvudstaden Helsingfors. Öns area är 3,7 hektar och dess största längd är 270 meter i sydväst-nordöstlig riktning.